# شهرستان لرابل
شهرستان لرابل (به انگلیسی: L'Érable Regional County Municipality) یک منطقهٔ مسکونی در کانادا است که در Centre-du-Québec واقع شده‌است. شهرستان لرابل ۱٬۳۰۰٫۷۰ کیلومتر مربع مساحت و ۲۳٬۳۶۶ نفر جمعیت دارد.